# Azuchi

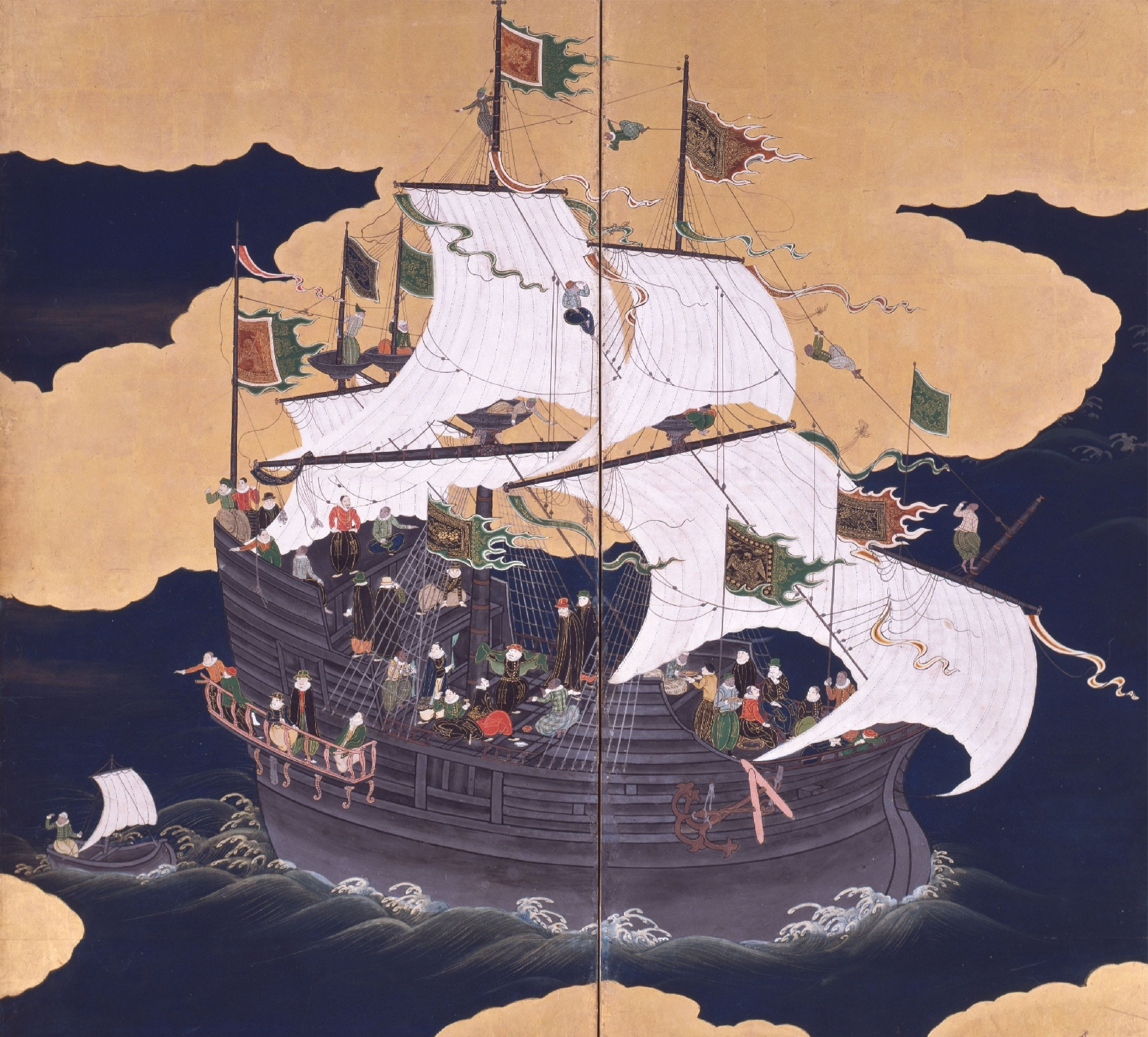
Portugisiskt skepp besöker Japan. Under Momoyamaperioden ägnades mycket konst åt det exotiska, inte minst det europeiska.

Azuchi-Momoyama (japanska: 安土桃山時代?, Azuchi-Momoyama-jidai) var en period i Japans historia mellan åren 1568 (i vissa indelningar några år senare) och 1598 eller 1600. Det är en sammanslagning av perioderna Azuchi (fram till 1582) och Momoyama.
Tre daimyoer (länsherrar), Oda Nobunaga, Toyotomi Hideyoshi och Tokugawa Ieyasu, enade den japanska feodalismen genom att skapa koalitioner under dem själva, erövra huvudstaden och sedan utöka sin kontroll över andra daimyoer. Oda Nobunaga erövrade Kyoto 1568 med stöd i öster från den uppåtstigande daimyon Tokugawa Ieyasu. Oda Nobunaga bekämpade det buddhistiska inflytandet och lyckades med detta när han 1580 kunde erövra det buddhistiska slottet i Osaka. På grund av kampen mot buddhismen var Oda Nobunaga vänligt inställd till de kristna som han tillät ha stora framgångar i sitt missionerande. Nobunaga konfiskerade sina fienders land och började bygga sitt högkvarter i form av ett slott i Azuchi. Nobunaga lyckades dock inte befästa sin makt över hela Japan utan mördades av en daimyō som förrådde honom 1582.
Många daimyoer reagerade snart mot de kristnas ökade inflytande. I den så kallade San Felipe-affären år 1596 sägs en berusad sjöman ha avslöjat att missionärernas syfte i Japan var att förbereda en invasion och erövring av landet. Under 1620-talet förbjöds kristendomen, men detta upprätthölls inte särskilt kraftfullt av myndigheterna. Åren 1637 till 1638 genomfördes ett uppror i Shimabara under kristen flagg, och trots att ett holländskt krigsfartyg deltog i nedkämpningen av upproret genom att beskjuta upprorsmännen, så ledde detta uppror till ett kraftfullt verkställande av förbudet mot kristendomen.
Hideyoshi utnämndes till en av fyra förmyndare för Nobunagas omyndige arvinge, men snart lyckades han upprätta sin egen överhöghet över Nobunagas koalition och började bekämpa de fientliga daimyo-grupperna. År 1585 erövrade han Shikoku och år 1586 accepterade Tokugawa Ieyasu att bli Nobunagas vasall. Samma år invaderade Hideyoshi Kyushu med 280 000 man och besegrade de mäktiga Shimazu. I och med att han 1590 besegrade Houjou-klanen i Kanto-regionen hade han lagt hela Japan under sig. Hideyoshi byggde vidare på Nobunagas sätt att organisera makten. För att säkra vasallernas lojalitet till honom tog han deras fruar som gisslan och flyttade dem till nya domäner. Tokugawa Ieyasu flyttade han till den lilla fiskarbyn Edo (nuvarande Tokyo) där han fick en stor domän som konfiskerats från Houjou-klanen. År 1585 genomförde Hideyoshi en lantmätning för att uppskatta skatteavkastningen. Daimyoernas domäner beräknades utifrån hur många koku (måttenhet som motsvarar cirka 180 liter) ris de kunde producera. En daimyo definierades som någon som ägde land som avkastade minst 10 000 koku ris i skatt. År 1588 skapade Hideyoshi lagar som förpliktade samurajerna att vara trogna sin herre samt förbjöd bönderna att bära vapen, i ett försök att stabilisera samhället.
Hideyoshis regim var ganska löst organiserad och inte förrän 1598, samma år som han dog, började han skapa fasta administrativa utskott. Hideyoshi lämnade efter sig en arvinge, Hideyori, som han gjorde Tokugawa Ieyasu och fyra andra vasaller till förmyndare för. Eftersom Tokugawa Ieyasu var den mäktigaste daimyon med en domän motsvarande 2 500 000 koku sågs han som landets de facto-härskare. I striden vid Sekigahara år 1600 besegrade Tokugawa Ieyasu alla som vägrade alliera sig med honom och lät år 1603 kejsaren utnämna honom till shogun varpå han bildade Tokugawashogunatet i Edo.

## Perioder
I den japanska tideräkningen infaller nedanstående tideräkningsperioder under Azuchi-perioden. 
| Startår | Namn         |
| ------- | ------------ |
| 1570    | 元亀 Genki   |
| 1573    | 天正 Tenshō  |
| 1592    | 文禄 Bunroku |
| 1596    | 慶長 Keichō  |